# حلزون قایقی
حلزون قایقی (نام علمی: Neritidae) نام یک تیره از رده شکم‌پایان است.